# Sphaerostephanos gymnorachis
Sphaerostephanos gymnorachis är en kärrbräkenväxtart som beskrevs av Richard Eric Holttum. Sphaerostephanos gymnorachis ingår i släktet Sphaerostephanos och familjen Thelypteridaceae. Inga underarter finns listade.